# ليحترس المشتري

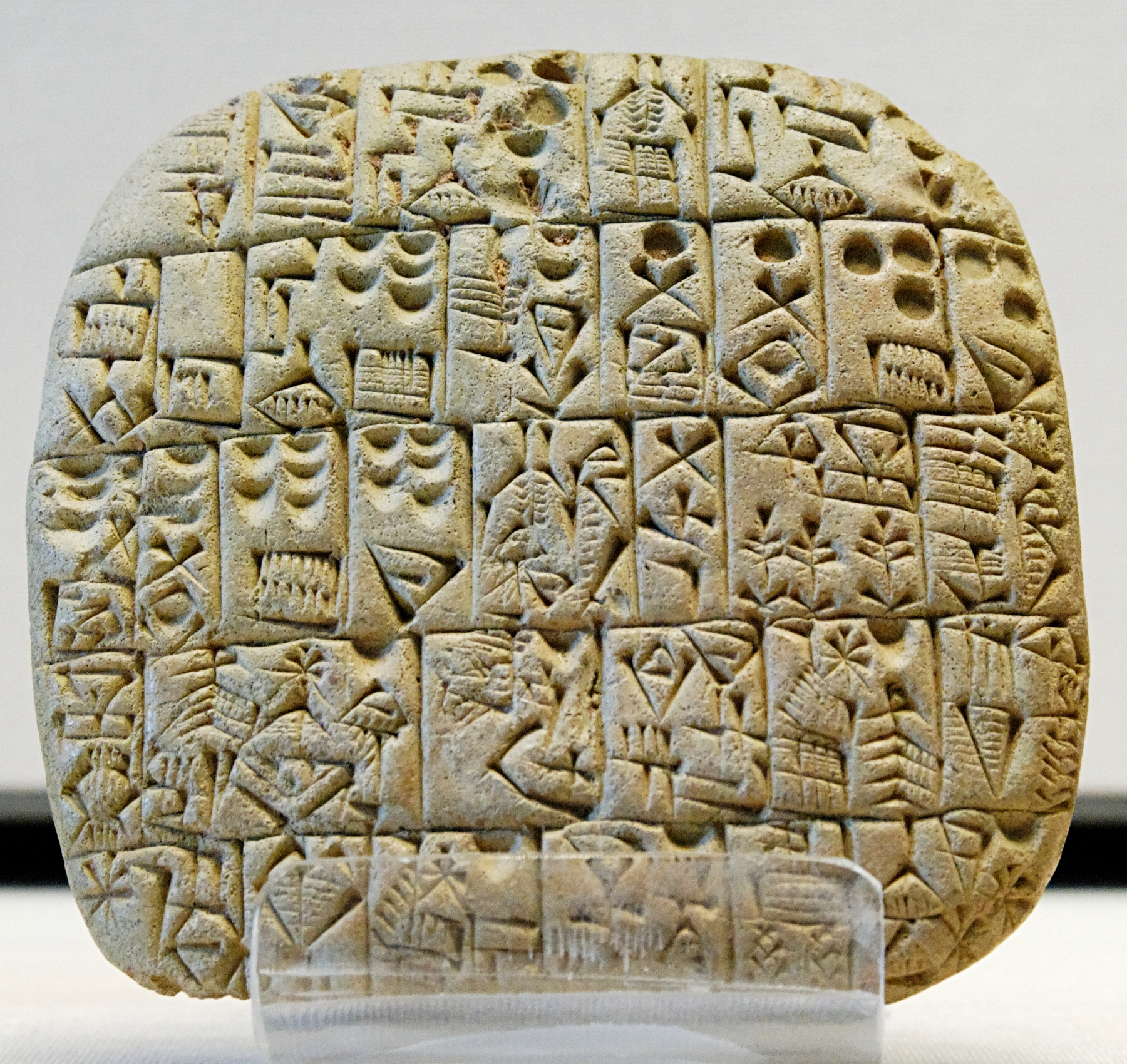

لِيَحْترِس المُشتري وأصلها (باللاتينية: Caveat emptor) مصطلح قانوني ويعني إصطلاحا: على من يشتري البضاعة أن يكون حَذِرًا، يُستعمَل في حالة الشِّراء دون نموذج.
في القانون العام الإنكليزي والأمريكي تعتبر فكرة ليحترس المشتري قاعدة مفادها أن المُشتَري يشتري البضاعة على مسؤوليّته في حالة عدم وُجود ضمان صَريح من البائع بجودة هذه البضاعة.